# 博孜墩柯尔克孜族乡
博孜墩柯尔克孜族乡是中华人民共和国新疆维吾尔自治区阿克苏地区温宿县下辖的一个民族乡。

## 行政区划
博孜墩柯尔克孜族乡下辖以下村级行政区划单位：
克孜勒布拉克村、博孜敦村、提坎库如克村、阿克布拉克村和巴依勒克阿塔村。